# Strykjärnsmuseum i Malmköping

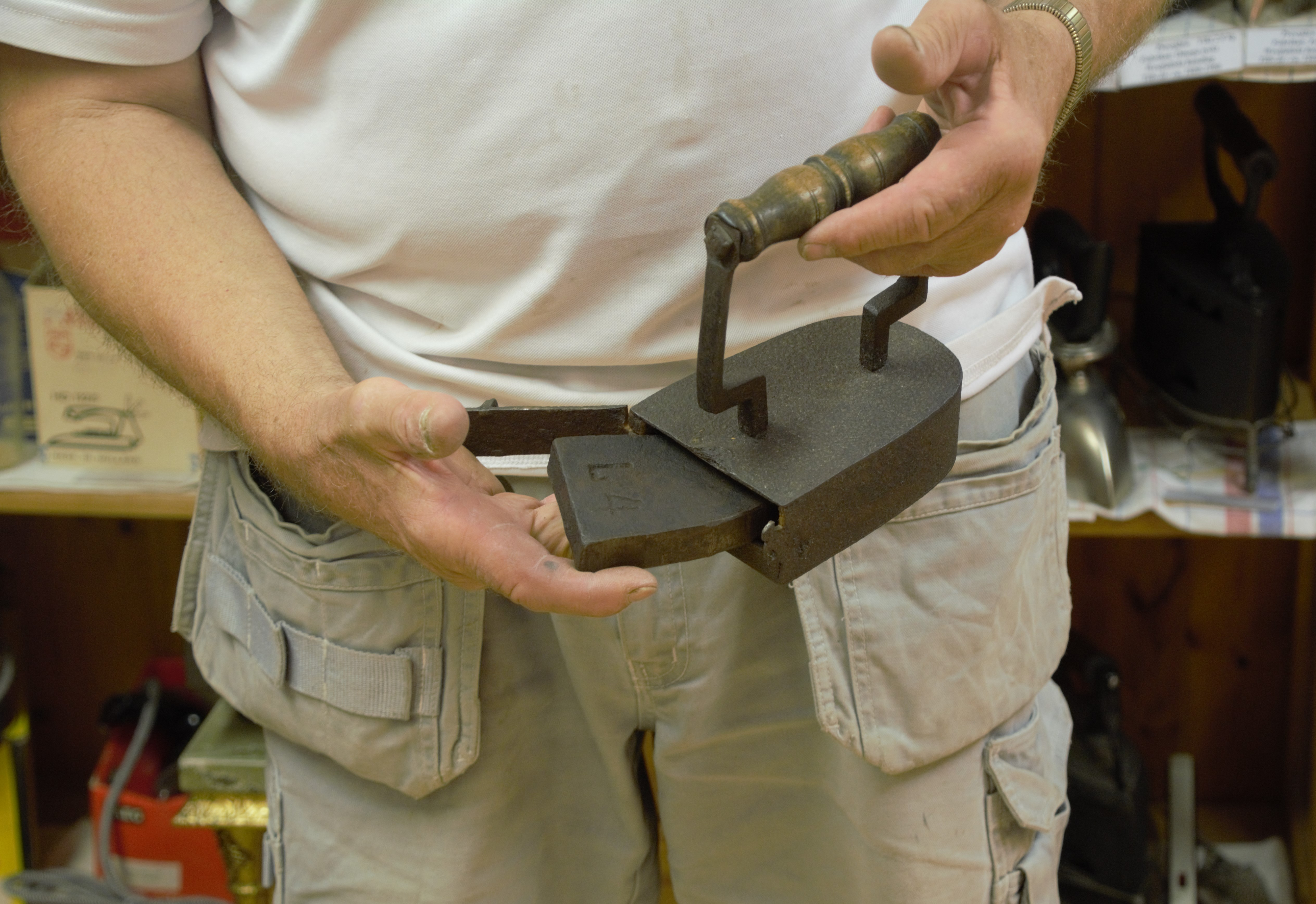
Strykjärn från 1600-talet, med hett lod som uppvärmningsmetod

Strykjärnsmuseum i Malmköping är ett privat teknikmuseum för strykjärn i Malmköping.
Strykjärnsmuseum grundades 2014 av Lars Ivarsson. I samlingarna ingår omkring 2.000 strykjärn från omkring 25 länder från 1600-talet till nutid.
Museet visas efter överenskommelse med ägaren.

## Bildgalleri

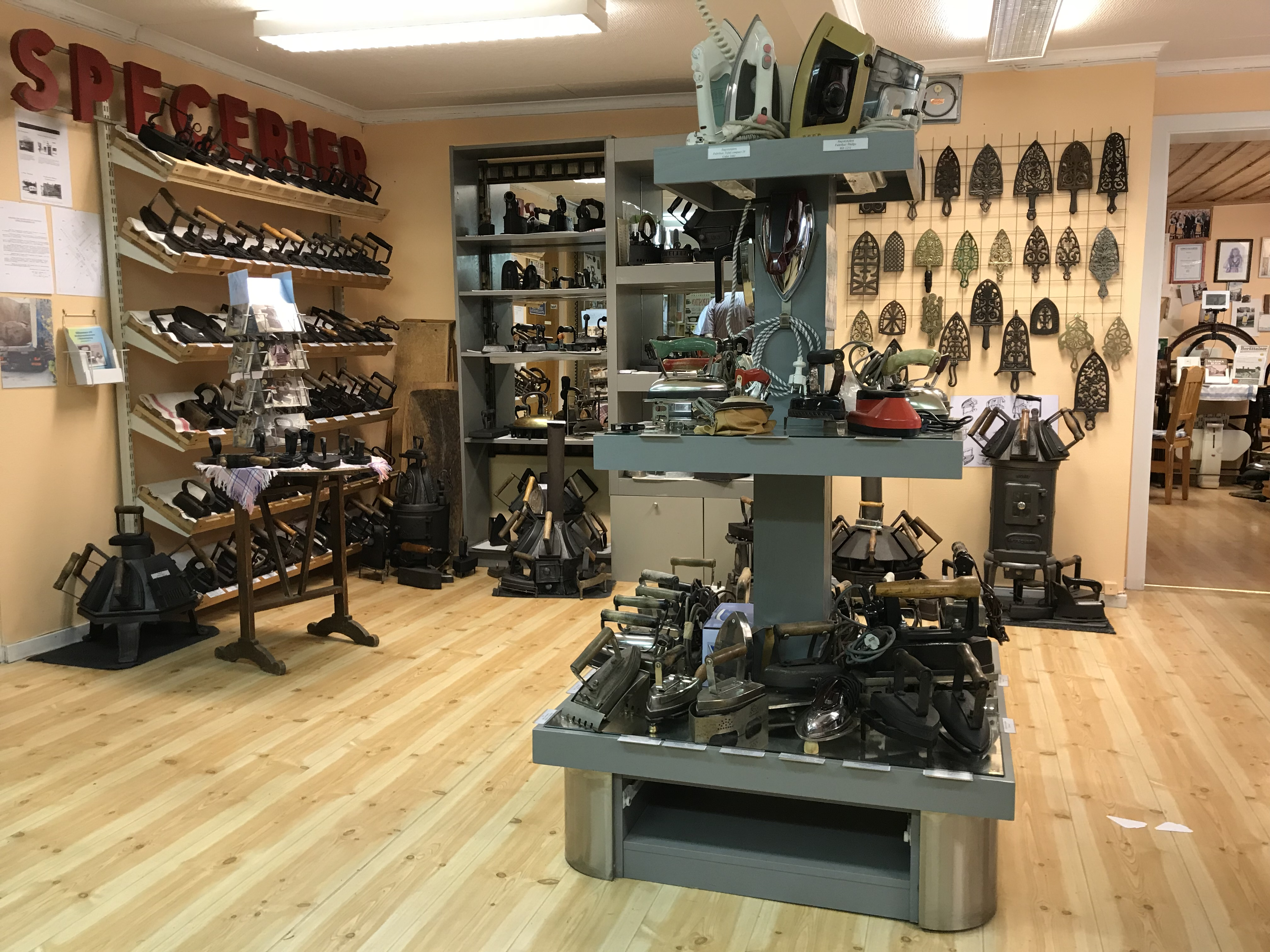
Interiör
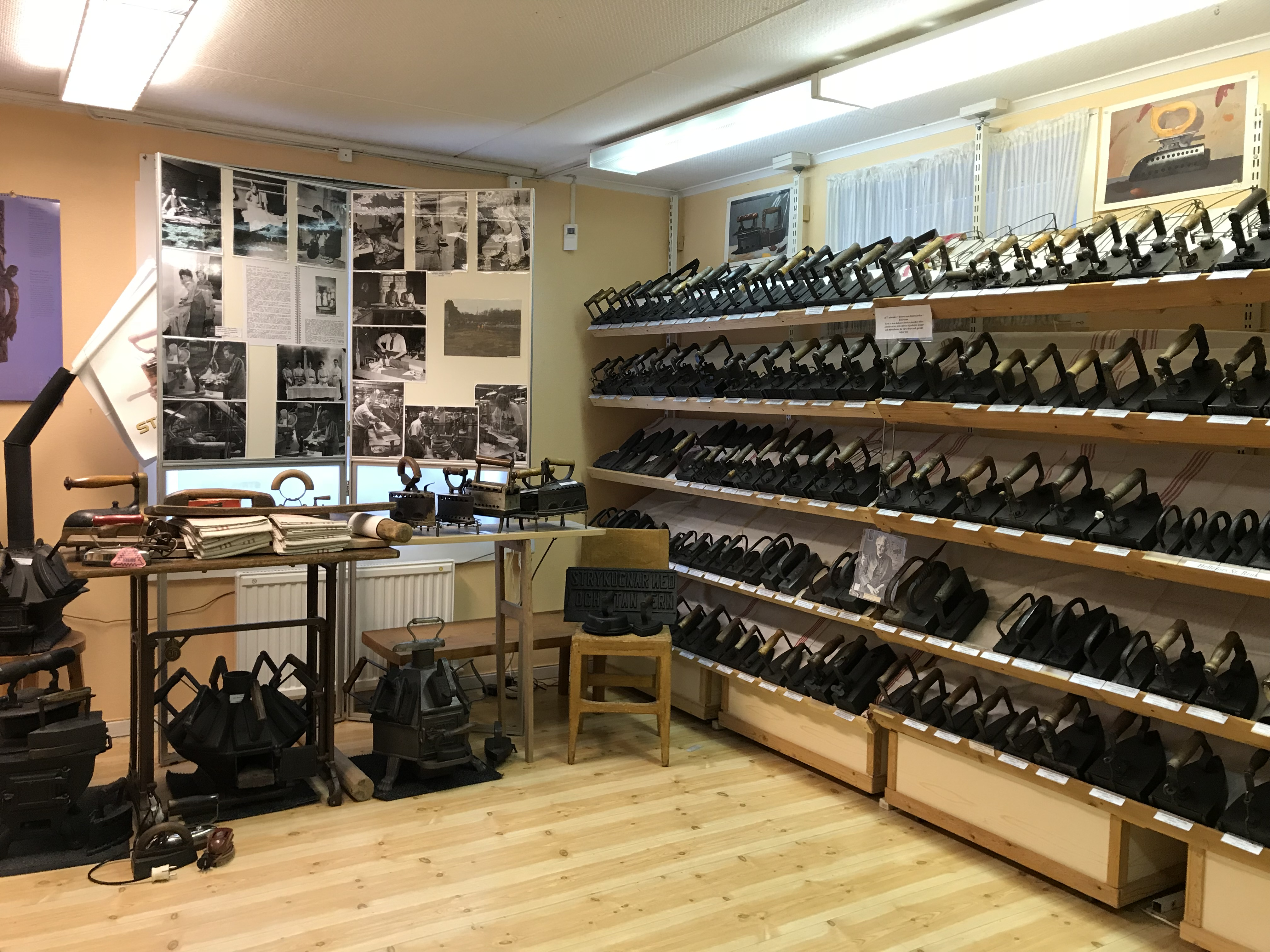
Interiör
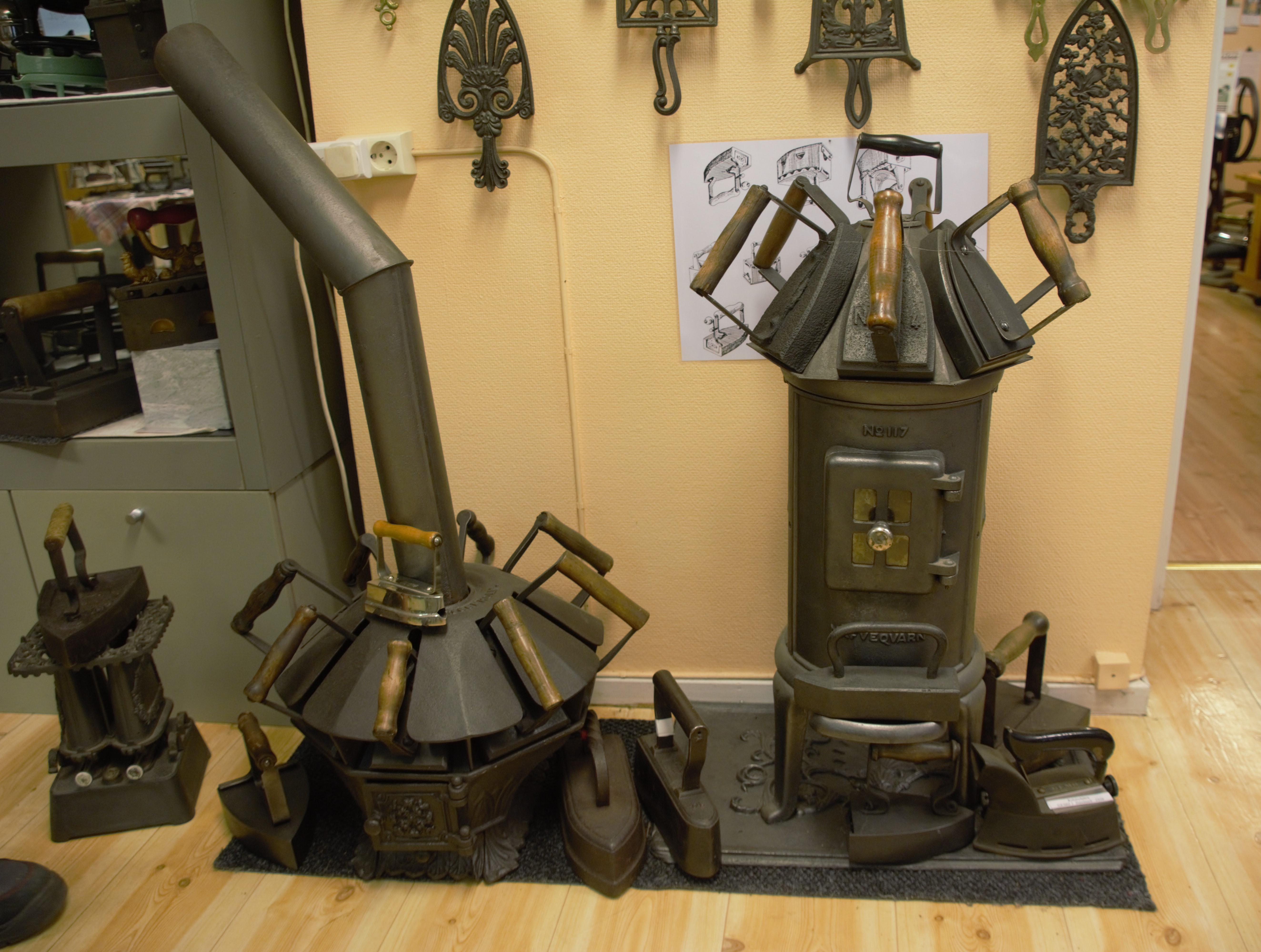
Strykjärnsugnar från Husqvarna och Näfvekvarns bruk
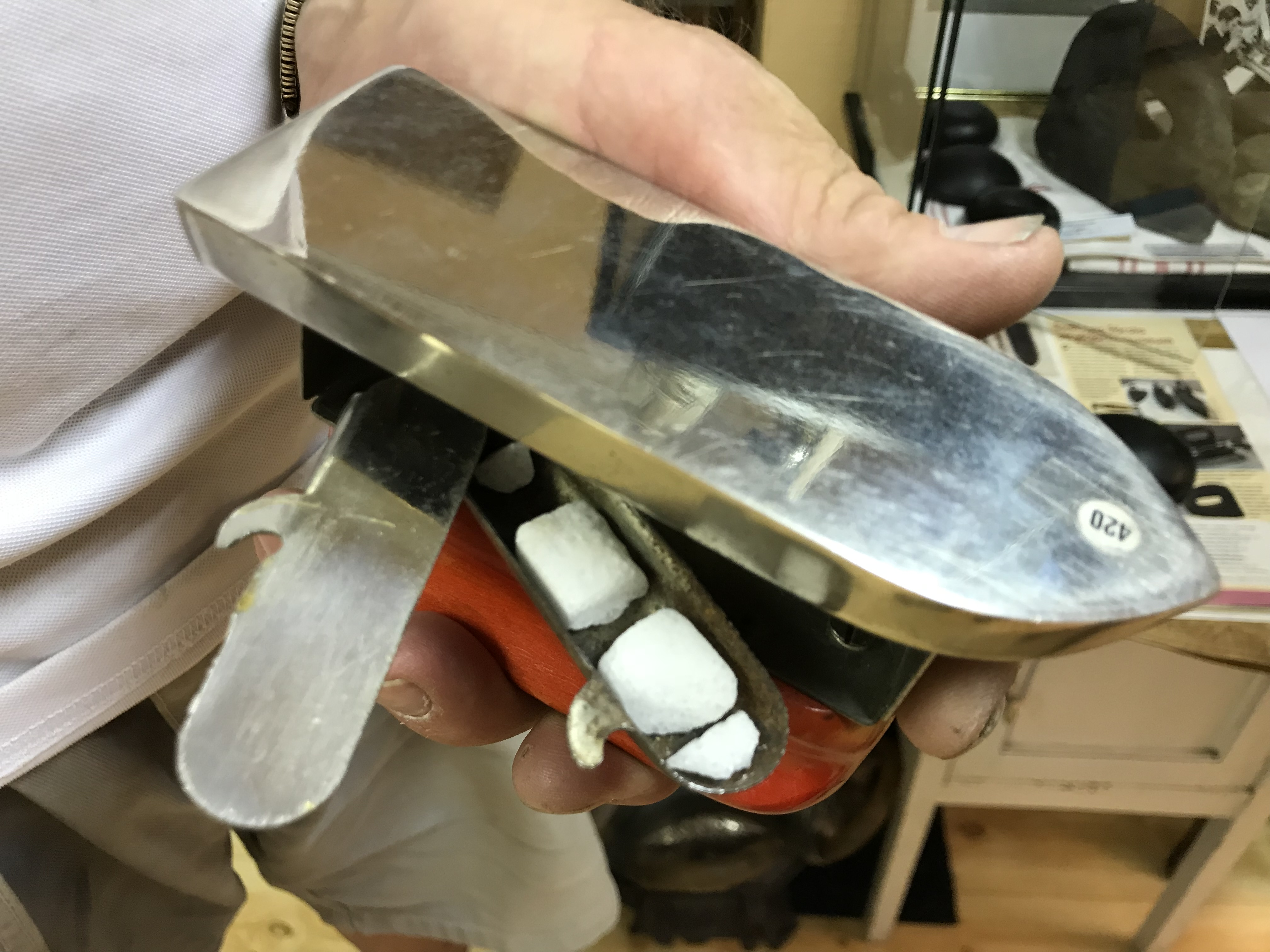
Resestrykjärn, upphettat av metatabletter
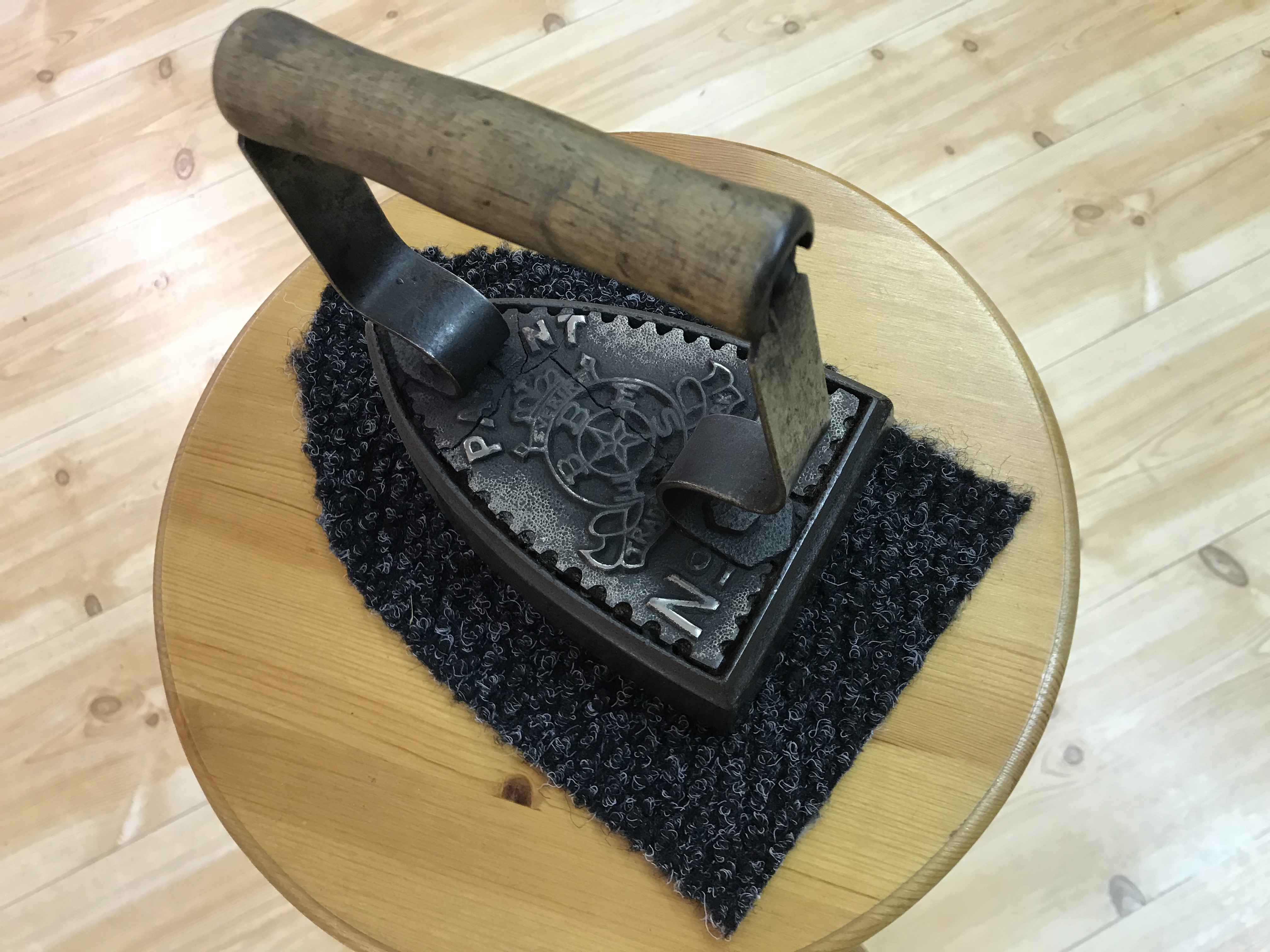
Strykjärn från Ebbes bruk, omkring 1880